# جاك بيرد
جاك بيرد (بالإنجليزية: Jack Baird)‏ (7 فبراير 1996 بغلاسكو في المملكة المتحدة - ) هو مدرب كرة قدم ولاعب كرة قدم بريطاني في مركز الوسط. لعب مع نادي سانت ميرين.

## وصلات خارجية
- جاك بيرد على موقع قاعدة بيانات كرة القدم.إي يو (الإنجليزية)
- جاك بيرد على موقع Soccerbase.com (لاعب) (الإنجليزية)